# Landeck (stad)
Landeck is de meest westelijke stad van de Oostenrijkse deelstaat Tirol en tevens de hoofdstad van het gelijknamige district. Landeck ligt aan de rivier de Inn ter hoogte van de monding van de Sanna in de Inn (kort nadat de Trisanna en de Rosanna tot de Sanna zijn samengevloeid). De stad ligt samen met Zams in een dalbekken van het Inndal.
De stad is bereikbaar per spoor via de Arlbergspoorlijn. Deze spoorlijn loopt over de Arlberg in de richting van Vorarlberg. Deze deelstaat is ook bereikbaar via de Arlberg Schnellstraße (S16). Landeck ligt ook aan de Inntal Autobahn (A12), zodat een snelle verbinding met de deelstaatshoofdstad Innsbruck bestaat. Naar het zuiden lopen verbindingswegen naar de Engadin in Zwitserland en via de Reschenpas naar Zuid-Tirol in Italië.
Naast de gelijknamige hoofdkern behoren tot de gemeente Landeck ook de kernen Angedair, Bruggen, Gramlach, Öd, Perfuchs, Perfuchsberg, Perjen, Pirchanger, Thialmühle, Tramser-Hof en Zappenhof.

## Geschiedenis
Reeds in de Romeinse tijd vormde het dalbekken van Landeck een verkeersknooppunt tussen de Via Claudia Augusta en het pad over de Arlberg. In de Middeleeuwen werd het verkeer en de handel in het dalbekken bestuurd vanuit de drie omliggende burchten, burcht Landeck, Schrofenstein en Kronburg. Het slot Landeck was daarbij plaats van rechtszitting voor de graaf van Tirol. In 1904 kreeg Landeck marktrechten, in 1921 werd het een stad. De drie gemeenten Perjen, Angedair en Perfuchs werden vervolgens in de nieuwe stadsgemeente Landeck opgenomen.

## Foto's

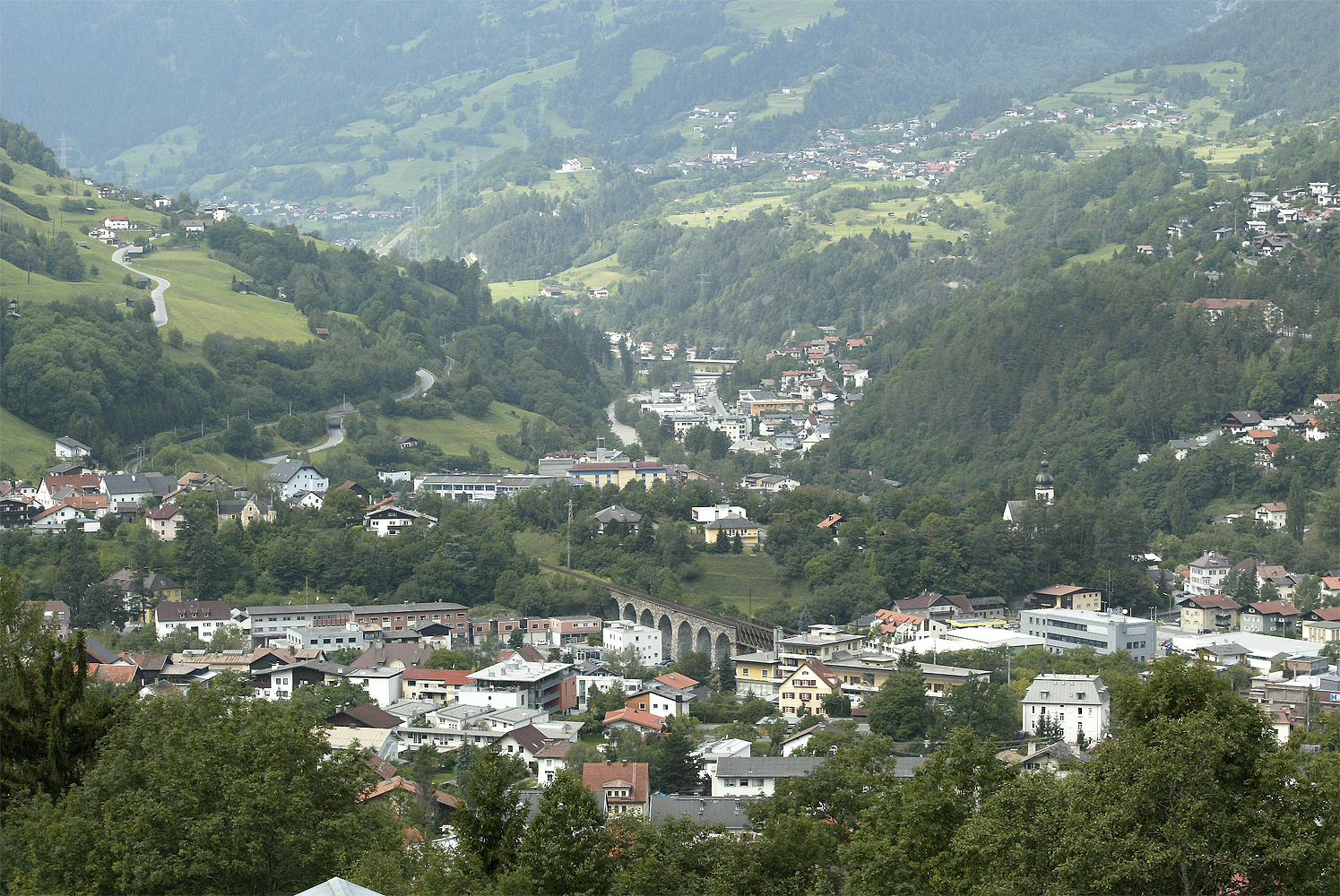
Blik op de stad Landeck
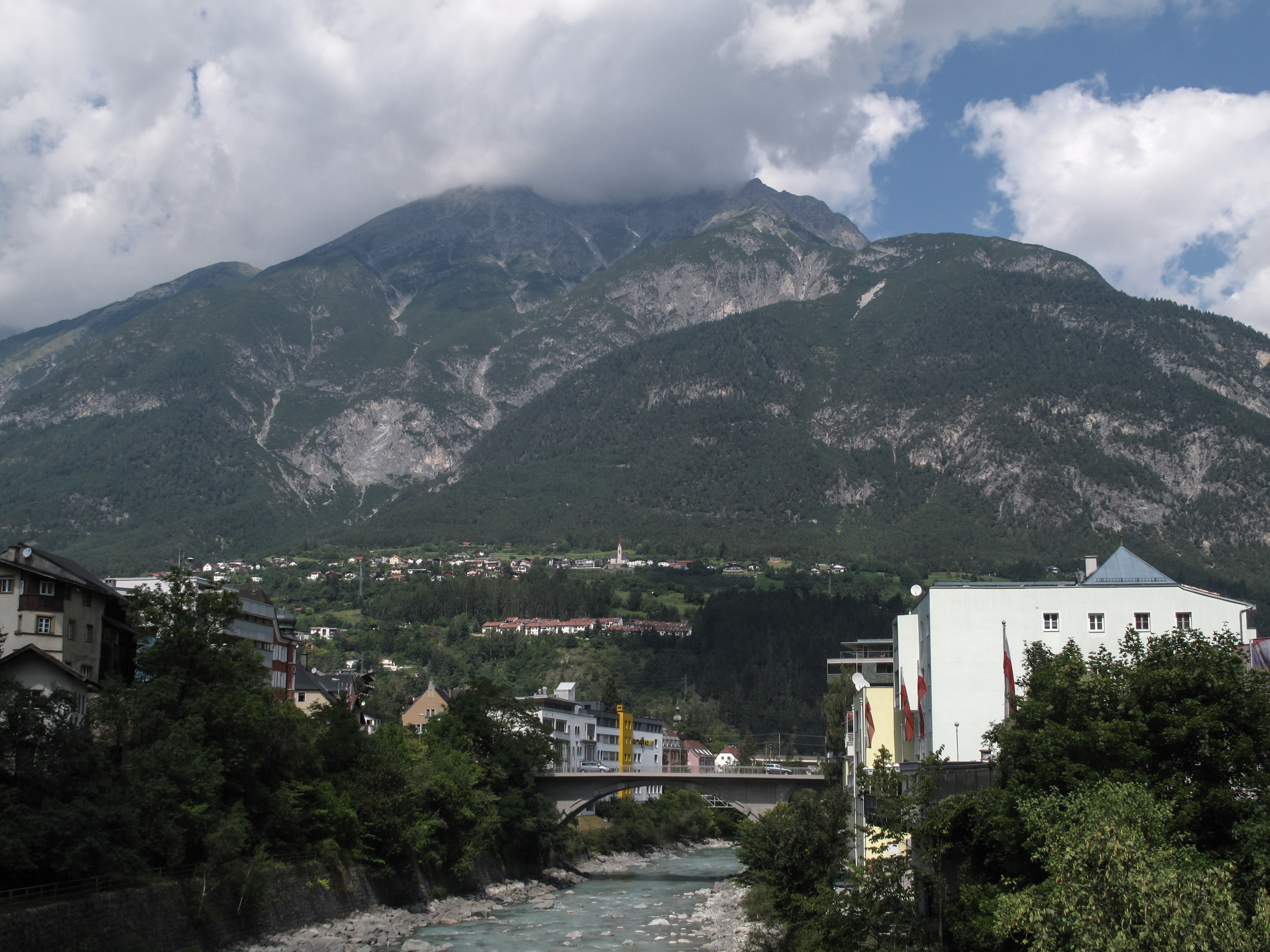
Stadszicht vanuit het zuiden
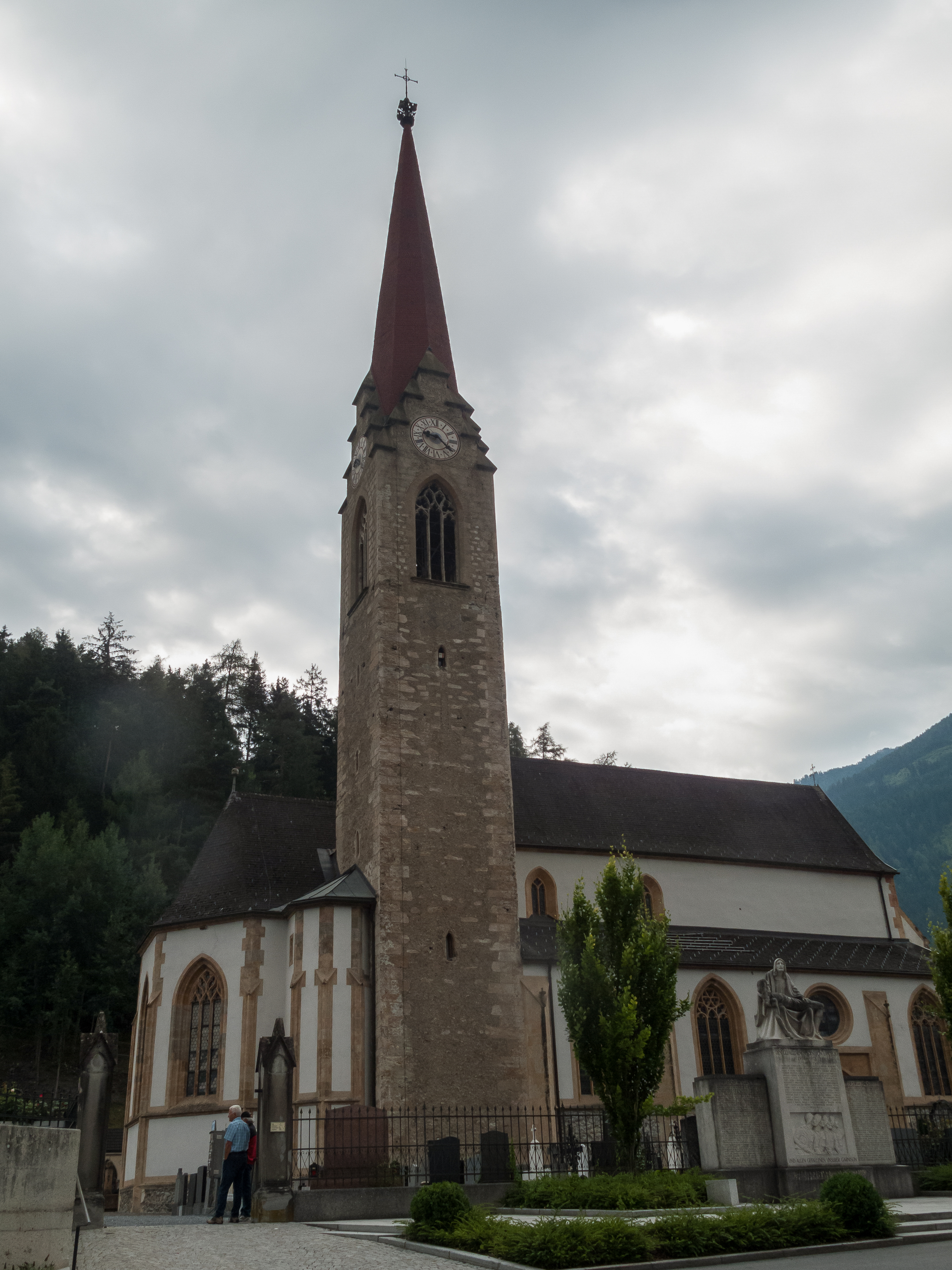
Kerk: katholische Pfarrkirche Unsere Liebe Frau Mariä Himmelfahrt
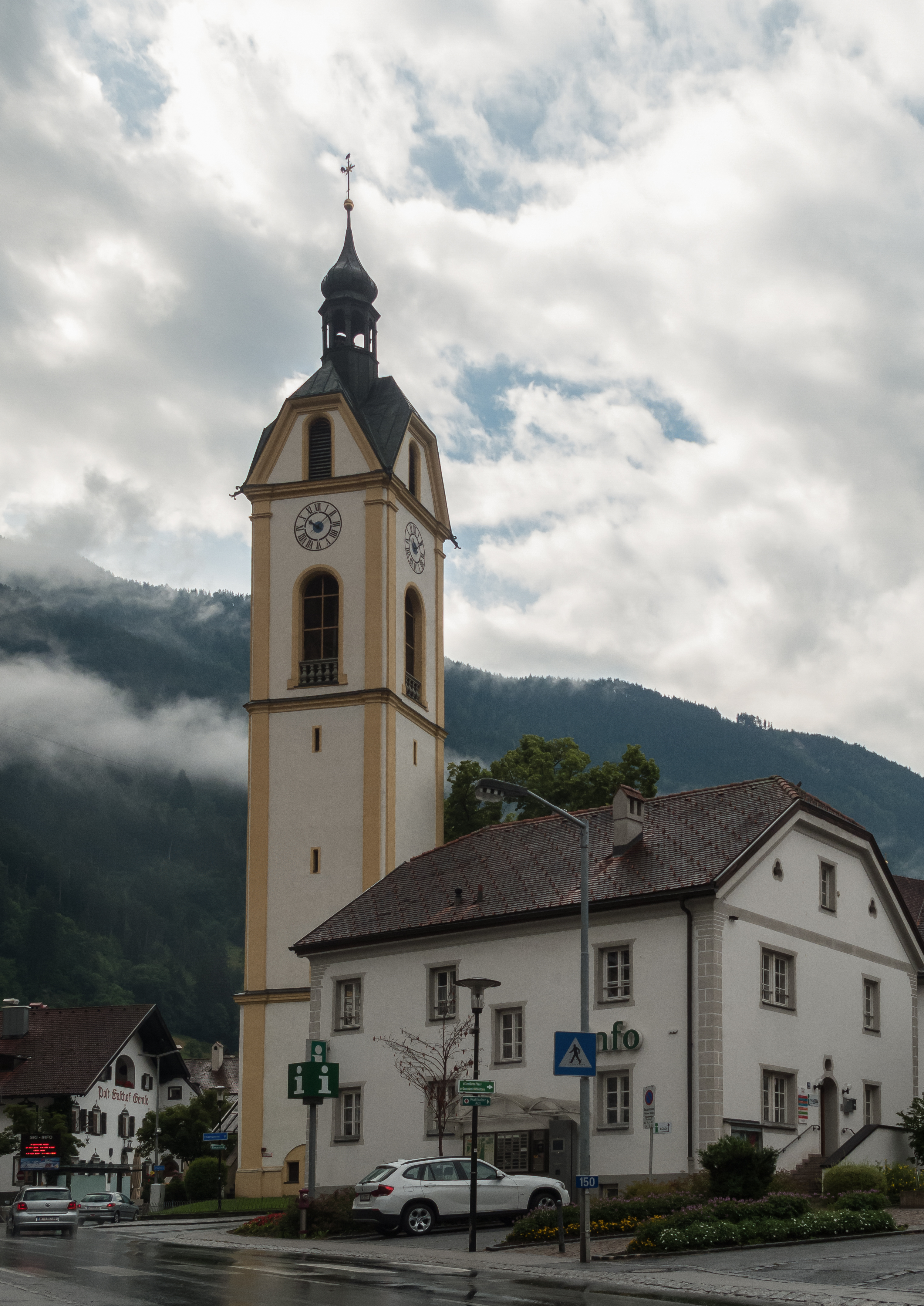
Kerk
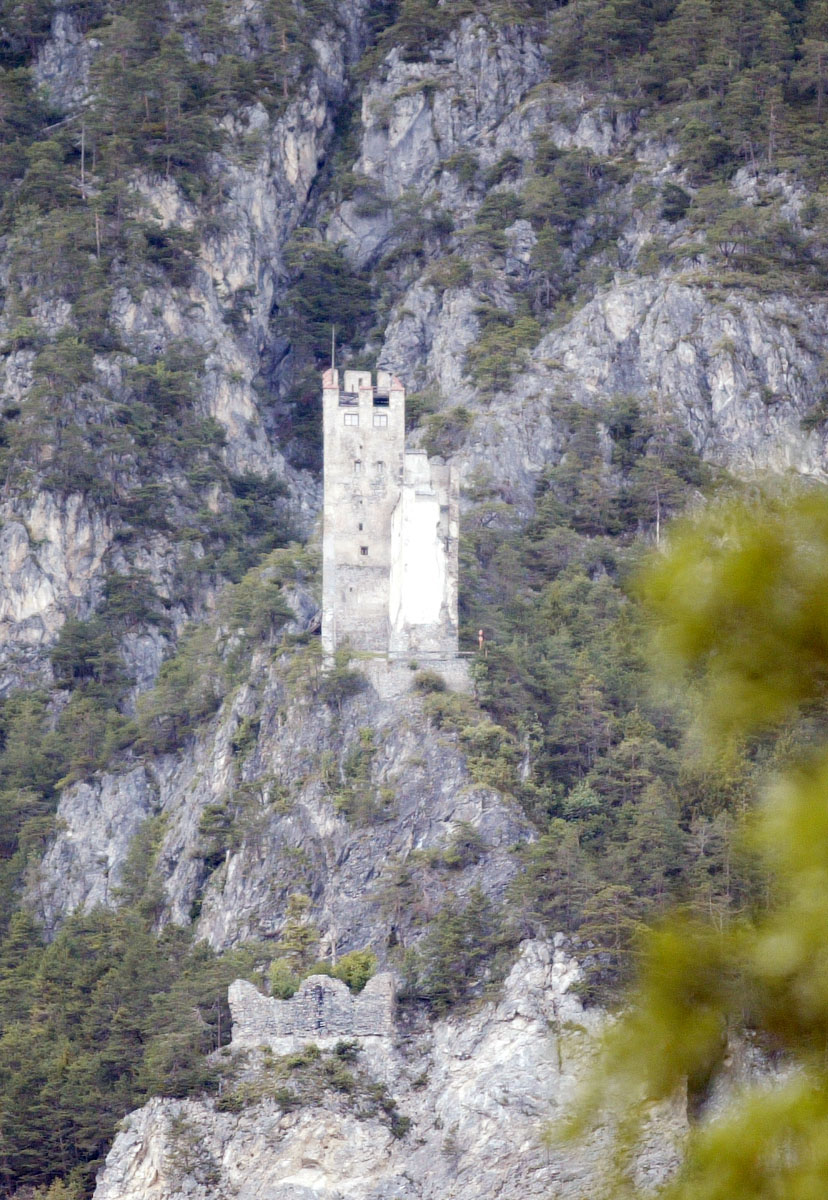
De ruïne van burcht Schrofenstein
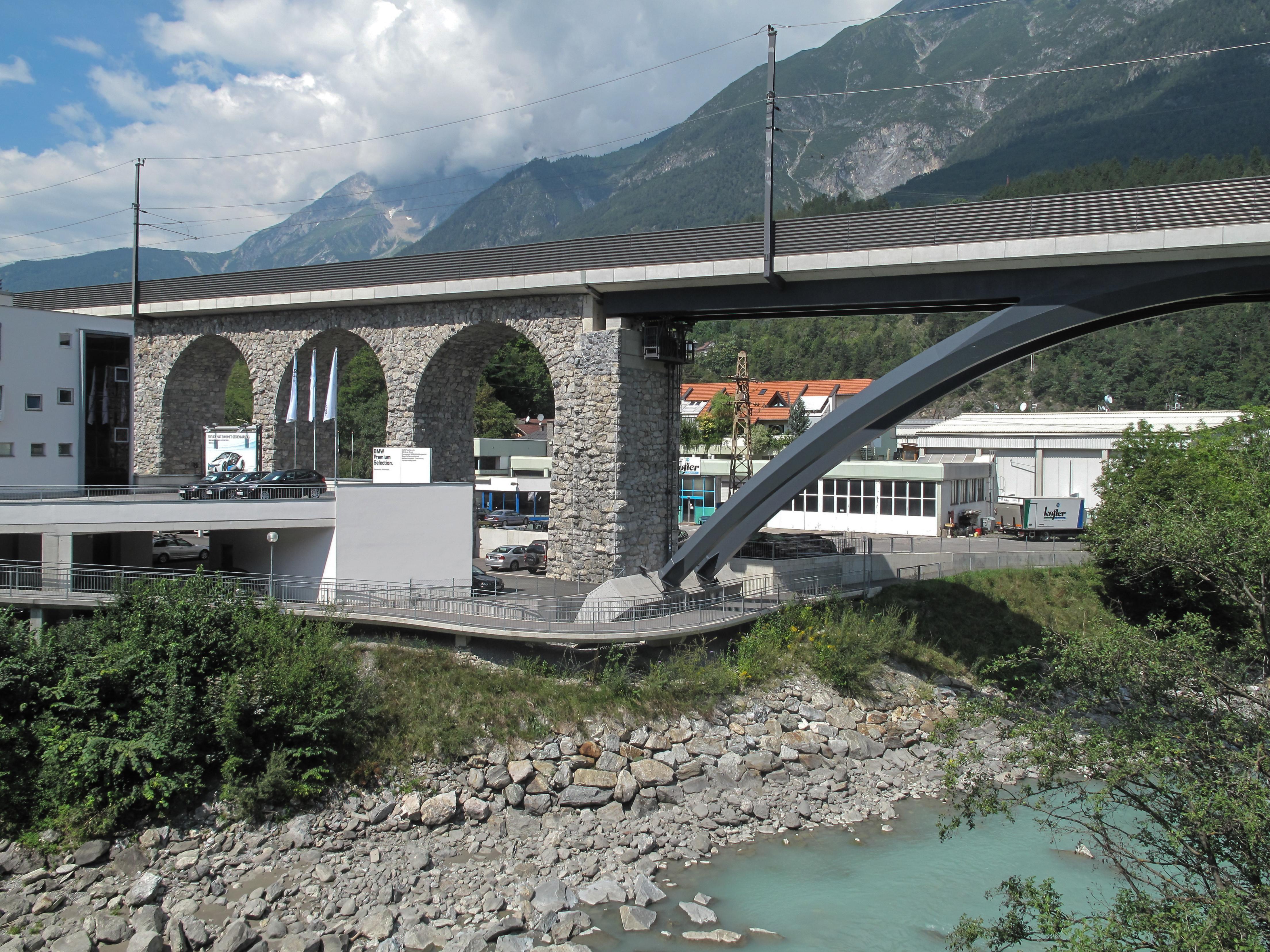
Viadukt in de stad
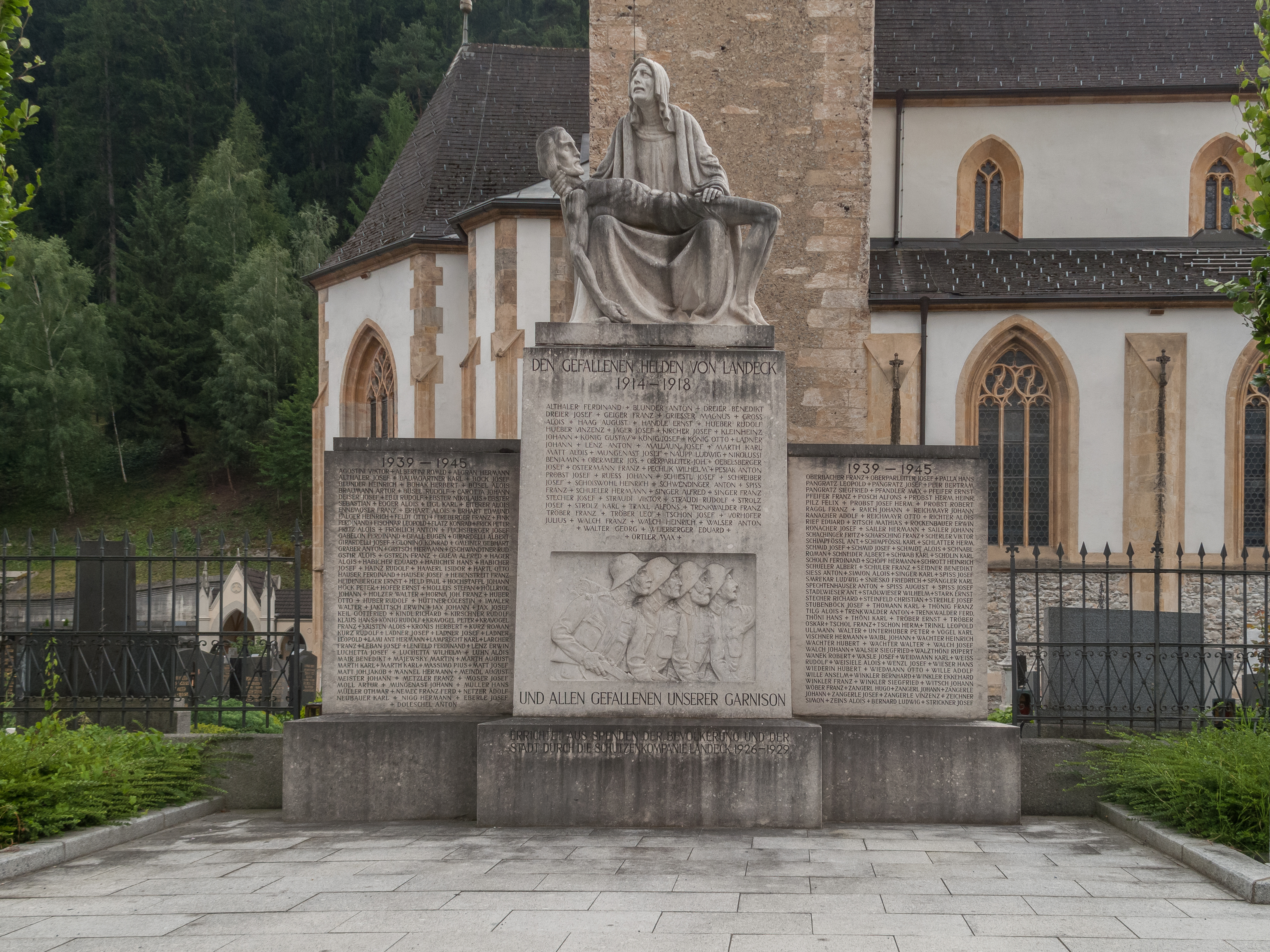
Oorlogsmonument
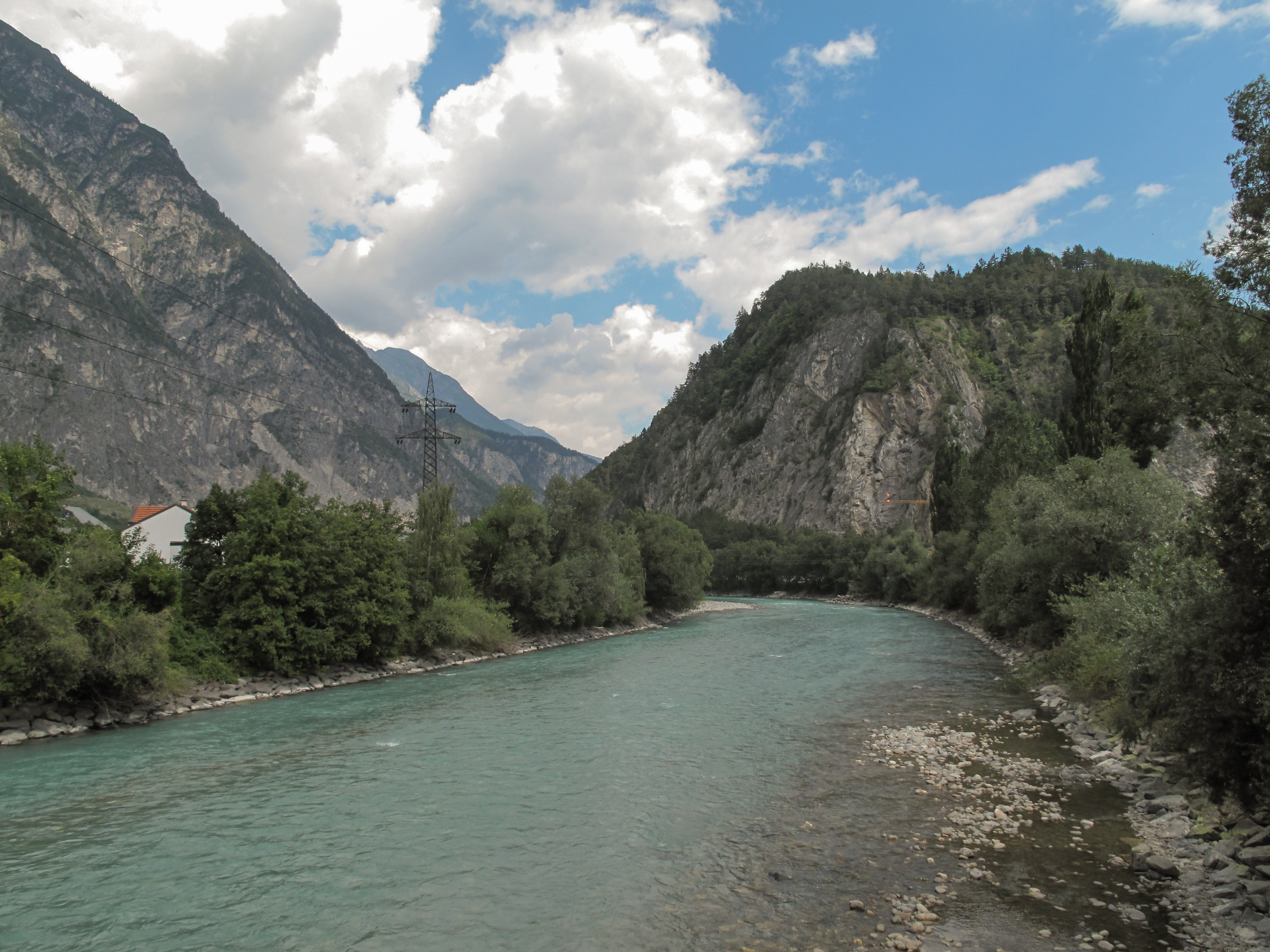
De Inn door Landeck

Faggen · Fendels · Fiss · Fließ · Flirsch · Galtür · Grins · Ischgl · Kappl · Kaunerberg · Kaunertal · Kauns · Ladis · Landeck · Nauders · Pettneu am Arlberg · Pfunds · Pians · Prutz · Ried im Oberinntal · Sankt Anton am Arlberg · Schönwies · See · Serfaus · Spiss · Stanz bei Landeck · Strengen · Tobadill · Tösens  · Zams
- Gemeinsame Normdatei: 4098984-7
- Library of Congress Control Number: no2008051315
- MusicBrainz: f90fe810-fd4b-4562-87f5-c139c4d38023
- Nationale Bibliotheek van Tsjechië: ge117897
- Virtual International Authority File: 137593934
- WorldCat: E39PBJqqvxcqFD4b7hJt7JYkjC